# Travis Schiffner
Travis John Schiffner (Mansfield, 21 de fevereiro de 1976) é um ator norte-americano. É mais conhecido por interpretar Izzy Bohen no filme de terror Jeepers Creepers 2, de 2003.

## Primeiros anos e educação
Schiffner nasceu em Mansfield, na Louisiana e cresceu em um parque de veículos recreativos. Formou-se em 1994 pela Mansfield High School e obteve a graduação pela Louisiana State University Shreveport em 1995. É faixa preta em artes marciais e começou sua carreira cantando em um coral.

## Carreira
Foi descoberto em uma cafeteria por um diretor de elenco que lhe deu a oportunidade de fazer um teste para o longa-metragem Jeepers Creepers 2, dirigido por Victor Salva. Schiffner conseguiu o papel de Izzy Bohen, repórter esportivo do jornal da escola e que está com o time de basquete quando o ônibus deixa de funcionar e ele e os outros estudantes se tornam presas de um monstro lendário conhecido como Creeper. O ator tem uma cicatriz no rosto, resultado de uma briga de bar, e essa característica é enfatizada no filme. Ele também apareceu em dois projetos que documentam os bastidores da produção: Lights, Camera, Creeper e A Day in Hell.

## Vida pessoal
Schiffner reside atualmente em Arlington, no Texas e segue carreira paralela no campo petrolífero. É fã de John Mayer, 30 Seconds To Mars, Dave Mathews, Men at Work, Hootie & the Blowfish e Supertramp. Seus programas de televisão favoritos são Futurama e Aqua Teen Hunger Force.

## Filmografia
| Ano  | Título                                             | Papel       | Notas                          |
| ---- | -------------------------------------------------- | ----------- | ------------------------------ |
| 2003 | Jeepers Creepers 2                                 | Izzy Bohen  |                                |
| 2003 | A Day in Hell: On the Set of Jeepers Creepers II   | Ele mesmo   | Documentário de curta-metragem |
| 2003 | Lights, Camera, Creeper: Making Jeepers Creepers 2 | Ele mesmo   | Documentário de curta-metragem |
| 2016 | Undone                                             | Adam Harvey | Curta-metragem                 |
| 2016 | Swipe Right                                        | Bernie      |                                |
| 2016 | Respect the Pillow                                 | Segurança   | Curta-metragem                 |